# Miss USA 2000
Miss USA 2001 è la quarantanovesima edizione del concorso di bellezza Miss USA, e si è svolto presso Branson, Missouri il 4 febbraio 2000. Vincitrice del concorso alla fine dell'evento è risultata Lynnette Cole del Tennessee.

## Risultati

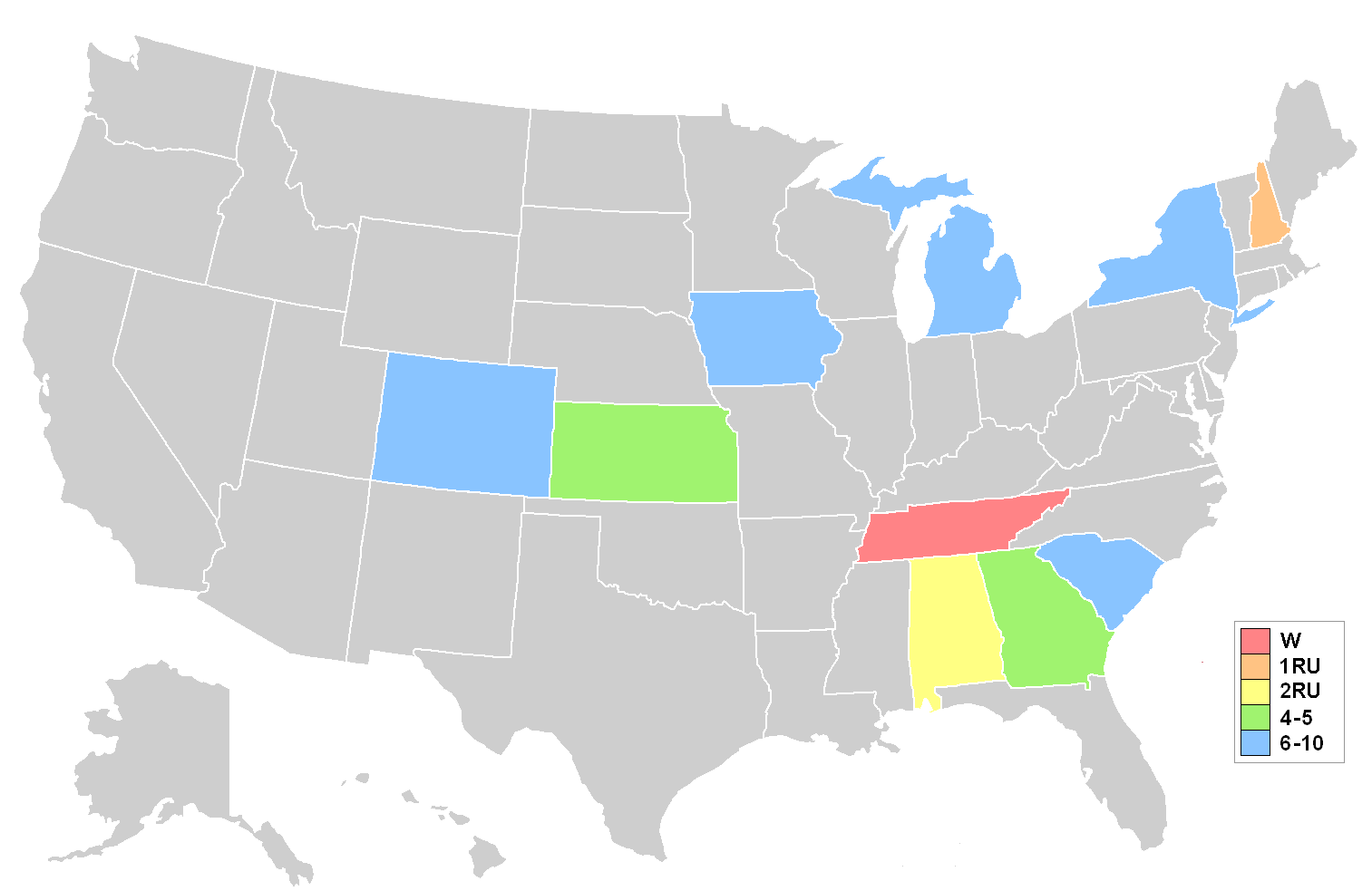
La mappa mostra i piazzamenti per stato.

### Piazzamenti
| Risultato finale | Concorrente |
| ---------------- | --- |
| Miss USA 2000    | - Tennessee - Lynnette Cole |
| 2ª classificata  | - New Hampshire - Bridget Jane Vezina                                                                                                |
| 3ª classificata  | - Alabama - Jina Mitchell |
| Top 5            | - Georgia - Patti Dunn - Kansas - Tiffany Meyer                                                                                      |
| Top 10           | - Carolina del Sud - Lisa Rabon - Colorado - Tiani Jones - Iowa - Jensie Grigsby - Michigan - Jill Dobson - New York - Carrie Tucker |

### Riconoscimenti speciali
| Riconoscimento    | Concorrente                 |
| ----------------- | --------------------------- |
| Miss Congeniality | - Hawaii - Michelle Kaplan  |
| Miss Photogenic   | - Minnesota - Paige Swenson |
| Style Award       | - Florida - Kristen Ludecke |
| Best in Swimsuit  | - Tennessee - Lynnette Cole |

## Concorrenti
- Alabama - Jina Mitchell
- Alaska - Laurie Miller
- Arizona - Heather Keckler
- Arkansas - Whitney Moore
- California - Rebekah Keller
- Carolina del Nord - Portia Johnson
- Carolina del Sud -  Lisa Rabon
- Colorado - Tiani Jones
- Connecticut - Sallie Toussaint
- Dakota del Nord - Amie Hoffner
- Dakota del Sud - Vanessa Short Bull
- Delaware - Jennifer Behm
- Distretto di Columbia - Juel Casamayor
- Florida - Kristin Ludecke
- Georgia - Patti Dunn
- Hawaii - Michelle Kaplan
- Idaho - Brooke Jennifer Gambrell
- Illinois - Constance Stoetzer
- Indiana - Kristal Wile
- Iowa - Jensie Grigsby
- Kansas - Tiffany Meyer
- Kentucky - Jolene Youngster
- Louisiana - Jennifer Dupont
- Maine - Jennifer Hunt
- Maryland - Christie Davis
- Massachusetts - Rosalie Allain
- Michigan - Jill Dobson
- Minnesota - Paige Swenson
- Mississippi - Angie Carpenter
- Missouri - Denette Roderick
- Montana - Brandi Bjorklund
- Nebraska - Valarie Cook
- Nevada - Alicia Carnes
- New Hampshire - Bridget Jane Vezina
- New Jersey - Michelle Graci
- New York -  Carrie Tucker
- Nuovo Messico - Christina Ortega
- Ohio - Cheya R. Watkins
- Oklahoma - Amanda Penix
- Oregon - Elizabeth Heitmanek
- Pennsylvania - Angela Patla
- Rhode Island - Heidi St. Pierre
- Tennessee - Lynnette Cole
- Texas - Heather Ogilvie
- Utah - Keri Hatfield
- Vermont - Katie Bolton
- Virginia - Crystal Jones
- Virginia Occidentale - Tara Wilson
- Washington - Jamie Kern
- Wisconsin - Samantha Picha
- Wyoming - Rebecca Smith